# Patrick Tambay
  Patrick Tambay    (14è districte de París, 25 de juny de 1949 - Niça, 4 de desembre de 2022) va ser un pilot de curses automobilístiques francès que va arribar a disputar curses de Fórmula 1.

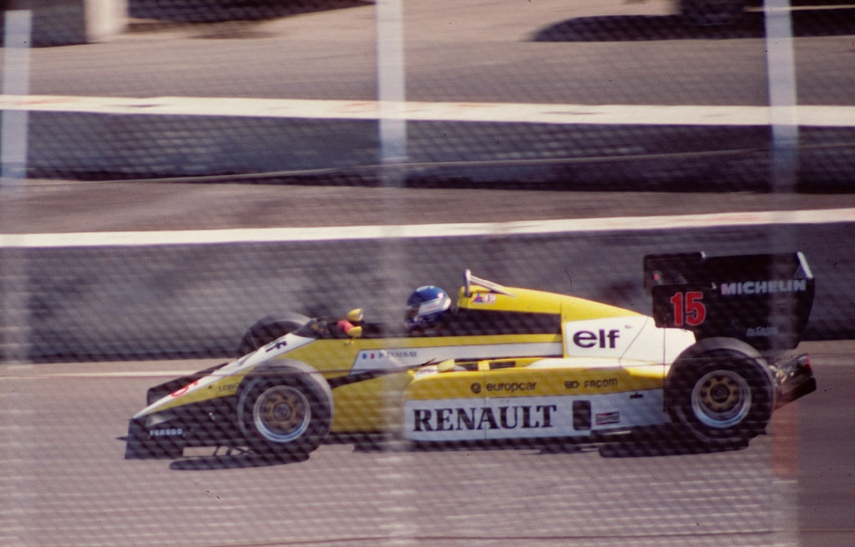
Tambay al Gran Premi dels Estats Units del 1984

A la F1 va debutar a la novena cursa de la temporada 1977 (la 28a temporada de la història) del campionat del món de la Fórmula 1, disputant el 3 de juliol del 1977 el G.P. de França al circuit de Dijon-Prenois.
Va participar en un total de cent vint-i-tres curses puntuables pel campionat de la F1, disputades en nou temporades no consecutives (1977-1979 i 1981-1986) i va aconseguir dues victòries i onze podis. Assolí cent tres punts pel campionat del món de pilots.

## Resultats a la Fórmula 1
| Any  | Equip                     | Xassís   | Motor    | 1       | 2         | 3       | 4         | 5       | 6         | 7          | 8         | 9       | 10      | 11      | 12      | 13      | 14      | 15      | 16      | 17      | Posició | Punts |
| ---- | ------------------------- | -------- | -------- | ------- | --------- | ------- | --------- | ------- | --------- | ---------- | --------- | ------- | ------- | ------- | ------- | ------- | ------- | ------- | ------- | ------- | ------- | ----- |
| 1977 | Team Surtees              | Surtees  | Cosworth | ARG     | BRA       | SUD     | O.USA     | ESP     | MON       | BEL        | SUE       | FRA NVQ |         |         |         |         |         |         |         |         | 18è     | 5     |
| 1977 | Theodore Racing Hong Kong | Ensign   | Cosworth |         |           |         |           |         |           |            |           |         | GBR Ret | ALE 6   | AUT Ret | HOL 5   | ITA Ret | USA NVQ | CAN 5   | JAP Ret | 18è     | 5     |
| 1978 | Marlboro Team McLaren     | McLaren  | Cosworth | ARG 6   | BRA Ret   | SUD Ret | O.USA 12  | MON 7   | BEL       | ESP Ret    | SUE 4     | FRA 9   | GBR 6   | ALE Ret | AUT Ret | HOL 9   | ITA 5   | USA 6   | CAN 8   |         | 14è     | 8     |
| 1979 | Löwenbräu Team McLaren    | McLaren  | Cosworth |         |           |         | O.USA Ret |         |           |            |           |         |         |         |         |         |         |         |         |         | -       | 0     |
| 1979 | Marlboro Team McLaren     | McLaren  | Cosworth | ARG Ret |           | SUD 10  |           | ESP 13  |           | MON NVQ    | FRA 10    | GBR 7   |         |         |         |         |         |         |         |         | -       | 0     |
| 1979 | Marlboro Team McLaren     | McLaren  | Cosworth |         | BRA Ret   |         |           |         | BEL NVQ   |            |           |         |         |         |         |         |         |         |         |         | -       | 0     |
| 1979 | Marlboro Team McLaren     | McLaren  | Cosworth |         |           |         |           |         |           |            |           |         | ALE Ret | AUT 10  | HOL Ret | ITA Ret | CAN Ret | USA Ret |         |         | -       | 0     |
| 1981 | Theodore Racing Team      | Theodore | Cosworth | O.USA 6 | BRA 10    | ARG Ret | SMR 11    | BEL NVQ | MON 7     | ESP 13     |           |         |         |         |         |         |         |         |         |         | 19è     | 1     |
| 1981 | Equipe Talbot Gitanes     | Ligier   | Matra    |         |           |         |           |         |           |            | FRA Ret   | GBR Ret | ALE Ret | AUT Ret | HOL Ret | ITA Ret | CAN Ret | LVG Ret |         |         | 19è     | 1     |
| 1982 | Scuderia Ferrari          | Ferrari  | Ferrari  | SUD     | BRA       | O.USA   | SMR       | BEL     | MON       | E.USA      | CAN       | HOL 8   | GBR 3   | FRA 4   | ALE 1   | AUT 4   | SUI NVS | ITA 2   | LVG NVS |         | 7è      | 25    |
| 1983 | Scuderia Ferrari          | Ferrari  | Ferrari  | BRA 5   | O.USA Ret | FRA 4   | SMR 1     | MON 4   | BEL 2     | E.USA Ret  | CAN 3     |         |         |         |         |         |         |         |         |         | 4t      | 40    |
| 1983 | Scuderia Ferrari          | Ferrari  | Ferrari  |         |           |         |           |         |           |            |           | GBR 3   | ALE Ret | AUT Ret | HOL 2   | ITA 4   | EUR Ret | SUD Ret |         |         | 4t      | 40    |
| 1984 | Renault                   | Renault  | Renault  | BRA 5   | SUD Ret   | BEL 7   | SMR Ret   | FRA 2   | MON Ret   | CAN DNS    | E.USA Ret | USA Ret | GBR 8   | ALE 5   | AUT Ret | HOL 6   | ITA Ret | EUR Ret | POR 7   |         | 11è     | 11    |
| 1985 | Renault Elf               | Renault  | Renault  | BRA 5   | POR 3     | SMR 3   | MON Ret   | CAN 7   | E.USA Ret |            |           |         |         |         |         |         |         |         |         |         | 12è     | 11    |
| 1985 | Renault Elf               | Renault  | Renault  |         |           |         |           |         |           | FRA 6      | GBR Ret   | ALE Ret | AUT 10  | HOL Ret | ITA 7   | BEL Ret | EUR 12  | SUD     | AUS Ret |         | 12è     | 11    |
| 1986 | Lola                      | Lola     | Hart     | BRA Ret | ESP 8     | SMR Ret |           |         |           |            |           |         |         |         |         |         |         |         |         |         | 15è     | 2     |
| 1986 | Lola                      | Lola     | Cosworth |         |           |         | MON Ret   | BEL Ret | CAN NVS   | E.USA Fer. | FRA Ret   | GBR Ret | ALE 8   | HUN 7   | AUT 5   | ITA Ret | POR NC  | MEX Ret | AUS NC  |         | 15è     | 2     |

### Resum
| Curses:   | Victòries: | Pòdiums: | Poles: | Voltes ràpides: | Punts: |
| --------- | ---------- | -------- | ------ | --------------- | ------ |
| 123 (114) | 2          | 11       | 5      | 2               | 103    |